# Filmová produkce

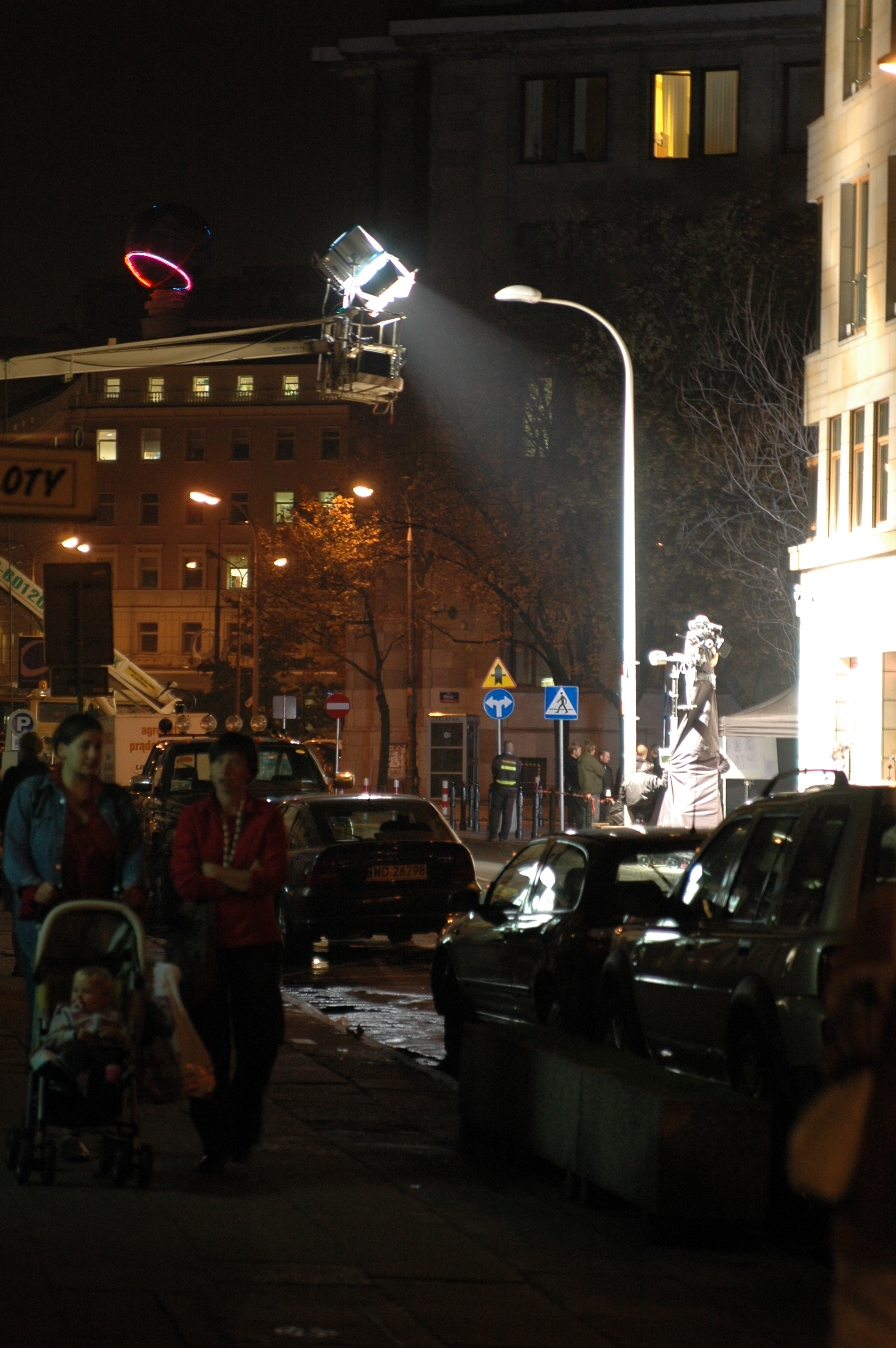
Filmové natáčení ve Varšavě

Produkce je samotné natáčení filmu při jeho tvorbě a tato fáze nastává po ukončení etapy předprodukce a její součástí jsou herectví, kamera, kostýmy, režie, osvětlení a scéna.

## Kamera
Nasvícení a natočení filmu se přeneseně nazývá kamera, a spadá do odpovědnosti hlavního kameramana. Třebaže je zodpovědný za to, jak je film nasvícen a natočen, neobsluhuje (většinou) kameru ani nerozžíhá světla. Tyto aktivity provádějí členové kamerového týmu pod jeho vedením. Kamery obsluhují další kameramani, osvětlovací tým vede hlavní osvětlovač.

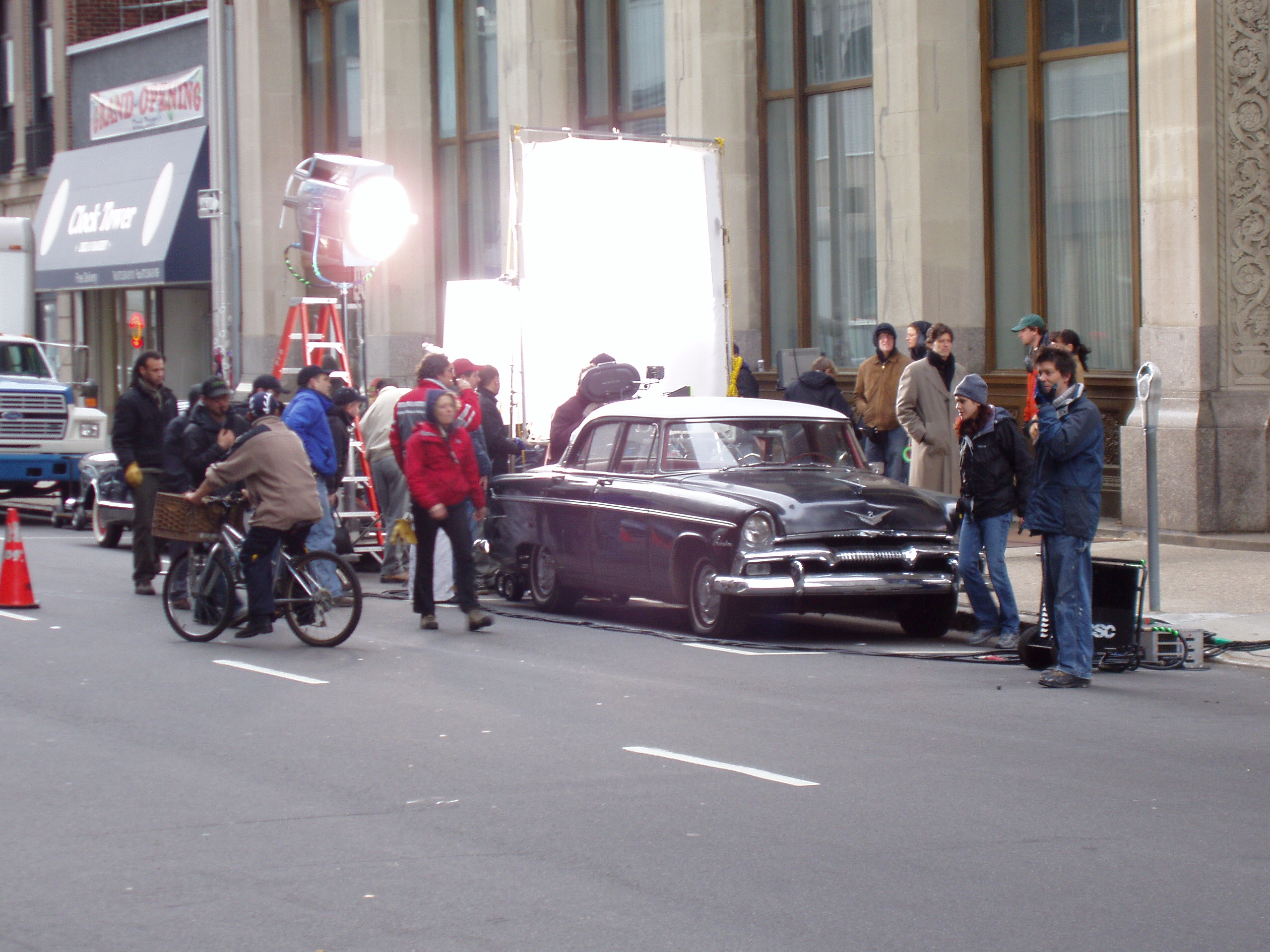
Filmová produkce v ulicích města

Ve všech fázích výroby filmu je kameraman mistrem svého oboru a umělcem. Využívá znalostí mnoha technologií, jako například filmového materiálu a vyvolávacích procesů, kamer, objektivů a filtrů; uplatňuje umělecký cit k umístění kamery a kompozice záběrů. Hlavní kameraman téměř denně prohlíží materiál, který byl v daný den natočen, a prodiskutovává ho s režisérem, aby se ubezpečil, že film vyznívá v duchu režisérova záměru.
V USA jenou[zdroj?] například někteří kameramani vyzýváni, aby se stali členy profesionální společnosti s názvem Americká společnost kameramanů (ASC). Hlavní kameraman, který je členem této společnosti, bývá uváděn v titulcích s příslušnou společností ASC za jménem.

## Výroba
Výsledný svět, který má být předveden ve filmu, vytváří vedoucí výroby. Tato osoba vystupuje jako architekt, scénograf a vizionář, který má vytvořit vše – od složitých scén po drobné rekvizity, jež se mohou změnit v kultovní předměty, jako například světelné meče z Hvězdných válek (1977). K povinnostem vedoucího výroby patří návrh a dohled nad stavbou scény, návrh rekvizit s jejich koupí či pronájmem; rovněž spolupráce s návrhářem kostýmů, aby se zajistilo, že oblečení herců bude v souladu s celkovým záměrem vyznění filmu. Šéf výroby se obvykle vyzná v architektuře, strojírenství, malířství, kreslení a divadelních a filmových uměních. Toto zázemí pak využívá při zkoumání historického údobí daného filmu, konkrétního světa a jeho obyvatel nebo k realizaci určité imaginární kultury. K jeho znalostem paří například přehled o vzhledu alžbětinského divadla či o futuristickým světě.
Šéf výroby, který je aktivní jak ve stadiu předprodukce, tak produkce, spolupracuje s režisérem a producentem na vytváření nákresů scén. Realizace těchto nápadů vyžaduje dodržování rozpočtu, časových omezení a režisérovy vize. Vyžaduje rovněž tým, kterému se říká výtvarné oddělení, v němž působí výtvarník, autor scény, scénograf, rekvizitář, stavební architekt a architekt pro exteriéry.

## Herectví

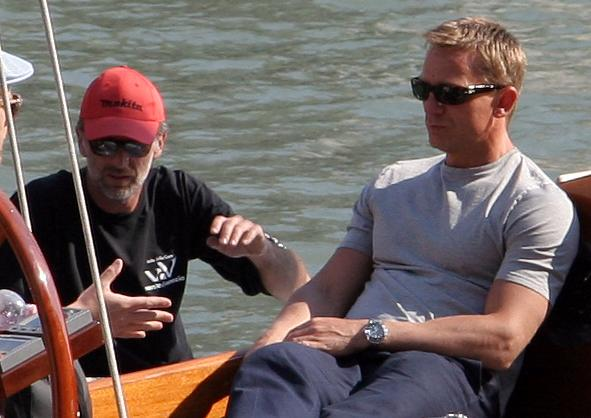
Daniel Craig spolupracuje s režisérem a producentem při natáčení filmu

Jakmile je s herci podepsána smlouva na příslušný film, připravují se na své role. Vypracují si přiměřené charakteristické rysy pro své úlohy – například přiberou na váze nebo si najdou určitý způsob chůze, jako to údajně dělal Alec Guinness pro každou ze svých rolí. Někteří se pohrouží do historického období, v němž se film odehrává. Ale téměř všichni seriózní herci se předem musejí připravovat tím, že se školí v hereckém projevu. Jednu z nejznámějších hereckých škol provozuje Herecké studio v New Yorku. Herecké studio založené v roce 1947 a vedené Leem Strasbergem zdůrazňuje, že si herci musejí vyvinout hluboké porozumění pro motivaci svých postav. K slavným hercům, kteří používali styl „metody” Hereckého studia, patří Marlon Brando, Robert De Niro, Dustin Hoffman a Marilyn Monroe. K významným univerzitám, na nichž se dá studovat herectví, patří Dramatická škola na Yaleově univerzitě v USA, řadu známých tváří však odchovaly i další divadelní školy jako Královská akademie dramatických umění v Londýně. Na mezinárodní úrovni je dramatických škol celá řada. V Paříži je národní dramatická a divadelní škola Conservatoire national supérieur d'art dramatique (CNSAD). Německo má Berlínskou uměleckou univerzitu. Španělsko má školu filmového a televizního umění Septima Ars, ve Finsku je divadelní akademie a v indickém Dillí je herecká škola Imago. V České republice je nejznámější herecká škola DAMU v Praze.
Třebaže diváky již nešokují odchylky od hercovy "etablované" osobnosti, herci si dosud účinně budují svou kariéru tím, že vcelku důsledně zachovávají charakter, který si ve svých filmech vytvořili. Tom Hanks tak zřejmě bude nadále představovat slušného řádného člověka, kdežto Julia Robertsová nepochybně zůstane dostupná, praktická běžná žena.
Vedle profesionálních herců a komparzistů ve filmech poměrně běžně vystupují také neherci, kteří tvůrčímu záměru vyhovují právě svým neškoleným civilním projevem. 

## Filmový herec v akci
Na scéně herci prožívají úskalí a výhody jedinečné pro tuto formu umění. Na rozdíl od divadla nenabízí filmová scéna žádné živé publikum, které by reagovalo a povzbuzovalo; umožňuje však hercům přetočit repliku či scénu, se kterou nejsou spokojeni. Filmy jsou médiem, jež zachytí drobné nuance ve výrazu; jeviště představuje postavu pohyby a gesty. Filmový herec neustále spolupracuje s různými filmovými techniky, kteří mají na starosti kameru, hudbu a střih. To vše se podílí na podpoře hercova výkonu.
V USA jsou herci členy Sdružení filmových herců, které stanovilo minimální mzdu pro své členy. Zavedení či žádanější herci dostávají honoráře vysoko nad běžným průměrem, ale pro mnohé herce platí normální sazby plus deset procent (pro agenta).

## Kaskadéři
Ti, kteří „zaskakují“ za herecké představitele v nebezpečných scénách a provádějí bravurní fyzické výkony, se nazývají kaskadéři. Tito vyškolení muži a ženy jsou filmovým divákům zpravidla neznámí, ale jejich účast při požárech, explozích, bitkách či honičkách je nezbytná. Vybírají se podle své rámcové podoby s filmovou hvězdou a jsou oblečeni a případně namaskováni tak, aby nebylo na první pohled zřejmé, že jde o jinou osobu.

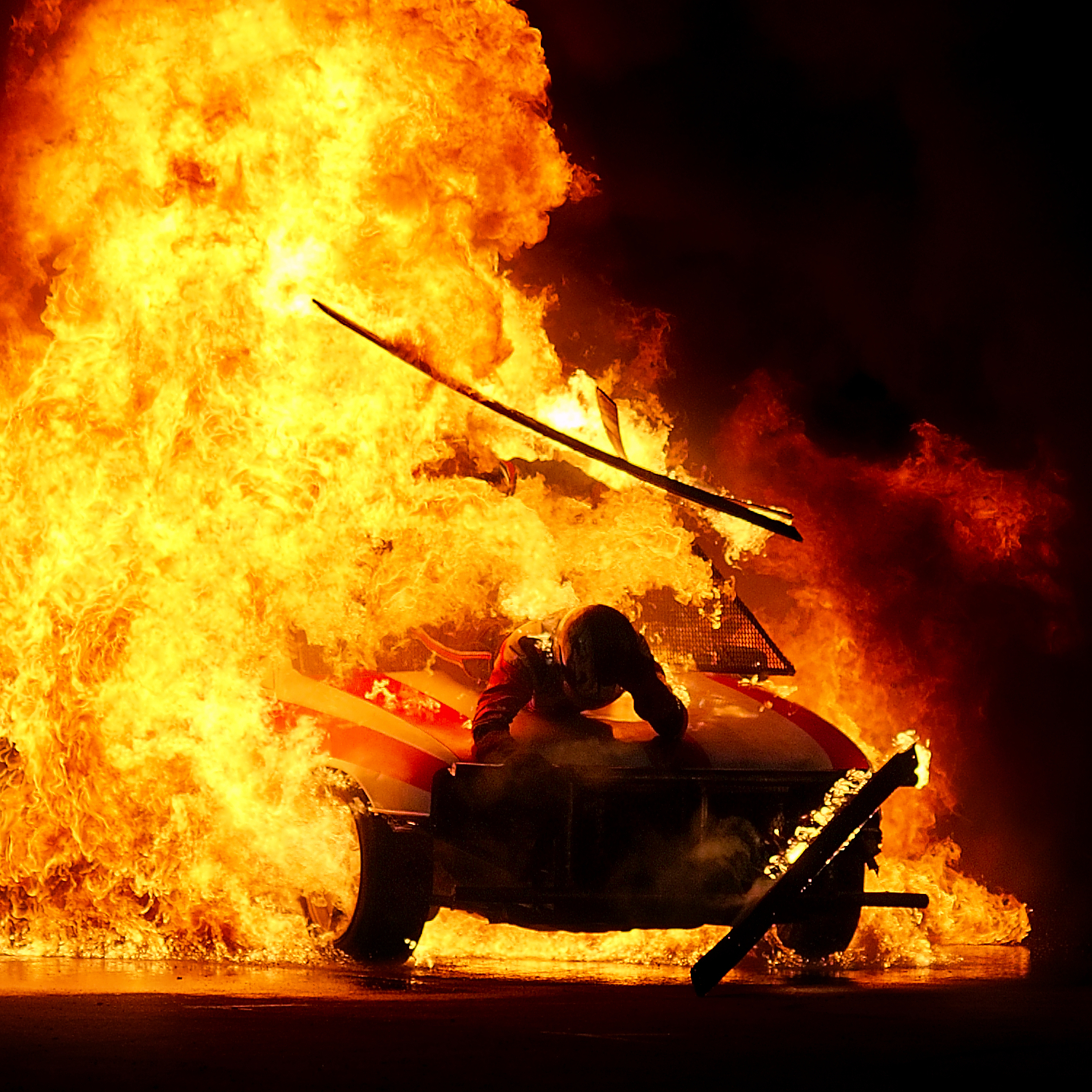
Kaskadéři občas riskují se životem až na samotné hranici svých schopností

Třebaže někteří herci provádějí přinejmenším některé z kaskadérských výstupů své role sami osobně (pověstní tím byli či jsou např. Jean-Paul Belmondo, Steve McQueen nebo Tom Cruise), zastupují kaskadérští dubléři herce ve chvílích, kdy je nějaký trik považován za příliš nebezpečný pro každého kromě vyškolené osoby. Důvody pro využití kaskadéra jsou i ekonomické – aby se hvězdný herec nezranil a udržel se ve stavu, aby mohl film dokončit a investice do jeho angažmá se vrátila. Pokud je nějaký trik považován za příliš nebezpečný pro jakéhokoli člověka, dosáhne se kýženého výsledku digitálním zobrazením a různými zavedenými kamerovými triky. I při používání kaskadérů je přirozeně cílem vyhnout se nehodám a vážným zraněním.
Američtí kaskadéři jsou členy Sdružení filmových kaskadérů a Sdružení filmových herců. Ti špičkoví dostávají vyznamenání udělovaná v tomto oboru. Patrně nejoceňovanějším byl Yakima Canutt (1895–1986), který v roce 1966 obdržel zvláštní ocenění americké Akademie za svou mimořádnou kaskadérskou práci.

## Zvířata a děti
Třebaže k vytvoření zvířete nebo přinejmenším místa, kde si režisér přeje toto zvíře mít, lze využít digitální technologie, jsou skutečná zvířata dosud běžnou součástí mnoha filmů, zvláště těch rodinných. Aby se daly obejít četné problémy spojené s prací se zvířaty, používají se mnohdy několik podobně vypadajících zvířat, z nichž každé natáčí odlišnou sérii scén; zvířata se rovněž dají přimět k požadovanému výkonu tím, že jim trenér mává před očima oblíbenou potravinou, hračkou apod. V některých filmech jsou hvězdami zvířata sama. K význačným příkladům patří Lassie, jejíž první celovečerní film, Lassie se vrací (1943) byl nominován na Oscara, a kosatka Willy, který se spřátelí s malým chlapcem v dojemně působivém snímku Zachraňte Willyho! (1993).
Rovněž děti jsou pro návštěvníky kin hledající spontánnost velkým magnetem. Při natáčení představují děti v mnohém stejné problémy jako zvířata a také se s nimi podobně zachází. Pro určitou roli se vybírají dětští herci z vícerčat (například dvojčata či trojčata pro film, kde má vystupovat miminko) a hrají pouze pro omezené časové období. Ve většině států regulují dobu, po níž smí dítě zůstat na scéně, zákony o dětské péči. Kromě toho musí být dětem školního věku zajištěna výuka v době, kdy právě nefilmují.

## Zvuk

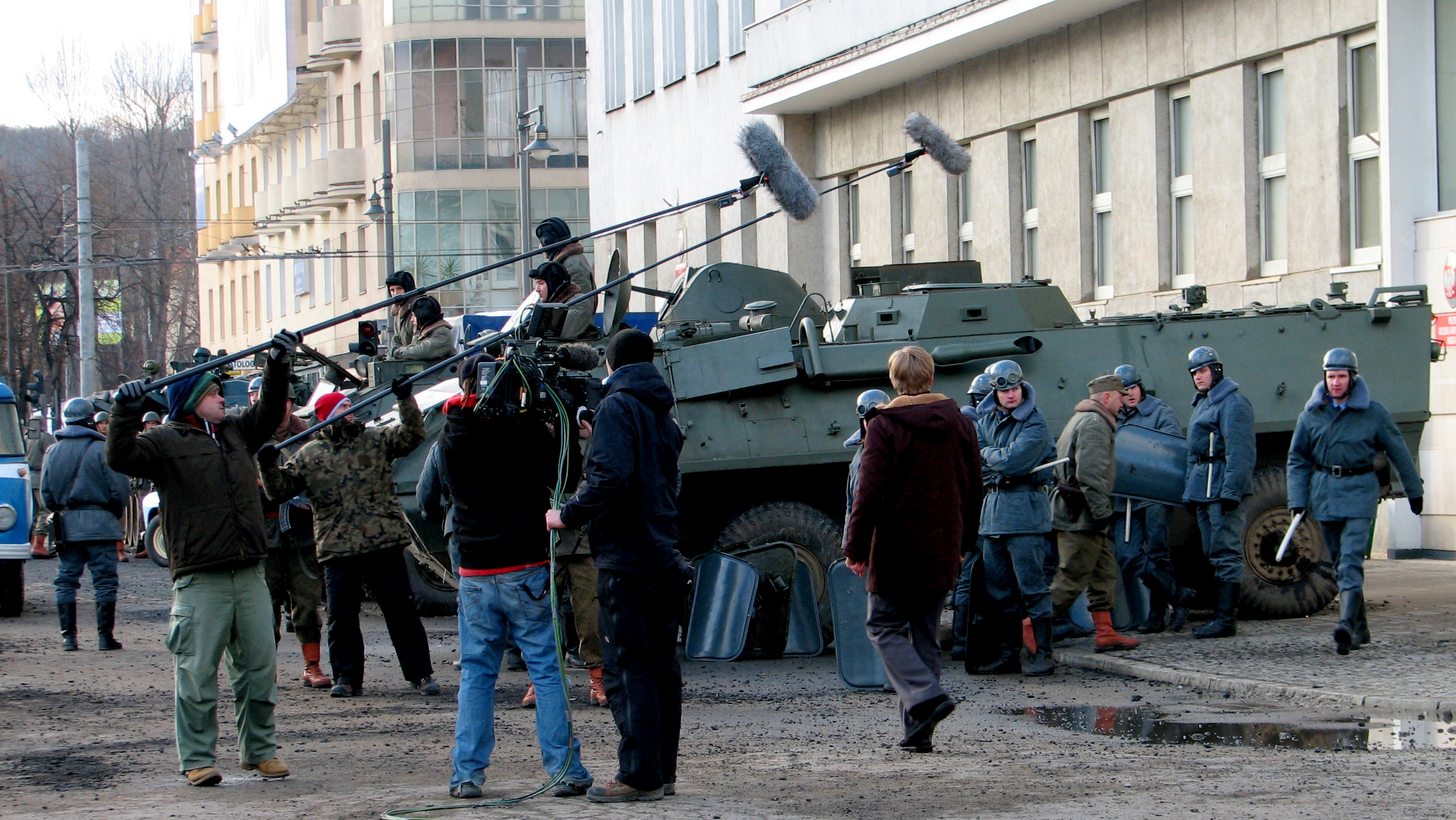
Zvukaři často musejí mít mikrofony umístěné na dlouhých tyčích aby byl dialog co nejjasnější

Zvuk je pro film rozhodující, protože pomáhá vytvořit potřebnou atmosféru, jako tomu bylo například v Čelistech (1975).
Zvuk ve filmu tvoří tři složky – dialogy, zvukové efekty a hudba – a vytvářejí a realizují ho různé typy osobností – zvukový technik, mistr zvuku a skladatel. Zvukové složky jsou realizovány na samostatných stopách, nahrávající se odděleně, ale ve filmu se pouštějí současně. Zvukový štáb pracuje na filmu jak během jeho produkční, tak v postprodukční fázi. První z etap ozvučení filmu probíhá při produkci, tedy ve stádiu, v němž se větší část dialogů a některé zvukové scény nahrávají na scéně. Osoba, jež za tento proces nese odpovědnost, je mistr zvuku, který zajišťuje, aby nahrávka byla čistá a vyvážená. Dialog má prioritu nad zvuky v pozadí, protože ty se mohou vždy doplnit později. Dodatečné nadabování dialogů (postsynchrony) a zvuků z pozadí se provádí ve studiu v souladu s vytvořeným obrazem.
Četné úkoly spojené s vytvořením zvukového mixu provádí tým zvukařů: k jeho pracovníkům patří mistr zvuku, který nese odpovědnost za nahrávku zvuku při natáčení a řídí zbytek týmu. K dalším pracovníkům patří nahrávací pracovník, technik řídící hlasitost, elektrotechnici a zvukaři pro playback.

## Kostýmy, líčení a vlasy
Současně s tím, jak vedoucí výroby vytváří svět filmu v ateliéru nebo exteriérech, vytvářejí návrhář kostýmů, vizážista a vlasový specialista určitou image pro herce. Změní jejich oblečení a celkový vzhled tak, aby zapadali do světa, který je vytvářen na plátně.

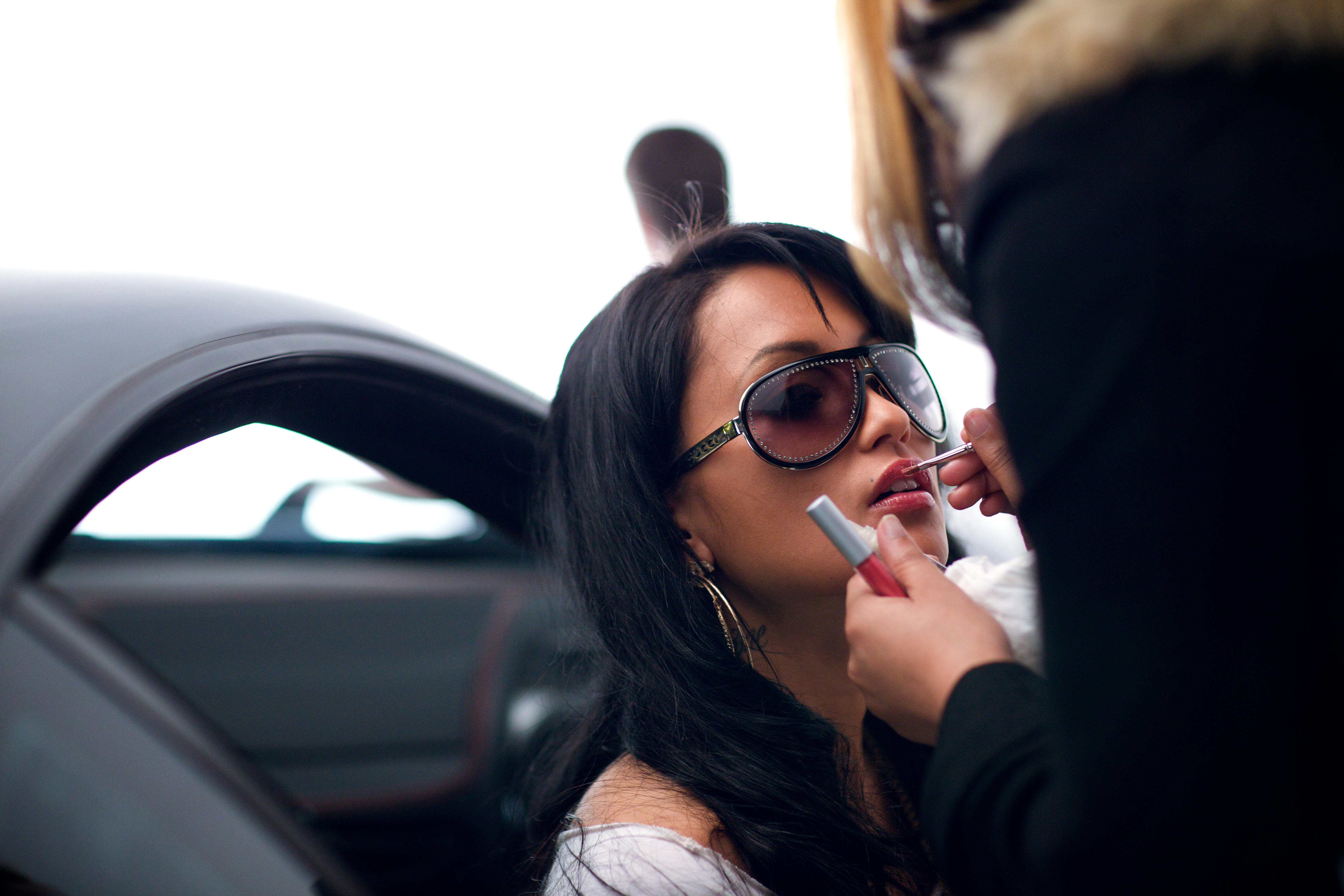
Maskéři musí herce líčit někdy i několikrát denně

Návrhář kostýmů pracuje v těsné spolupráci s režisérem, kameramanem a vedoucím výroby tak, aby herci vytvořil určitý šatník. Součástí jeho práce je prostudovat období, v němž se film odehrává, kvůli stylu oblékání, barvám, struktuře látek a toho, jak budou herci padnout. K dalším profesím, které se na této činnosti podílejí, patří hlavní kostymér, vizážista, krejčí či švadleny, parukář a garderobiérka. Části oblečení, které je možno pořídit již hotové, se mohou koupit v obchodě.
Mnozí z nejlepších návrhářů si získali proslulost kostýmy, které vytvářejí, prostřednictvím herců, které oblékali nebo příběhy, jež se kolem nich točí. Styl se širokými rameny, jejž vytvořil Adrian pro Joan Crawfordovou, se stal (v upravené podobě) součástí dámské módy ve 40. letech 20. století.
Ještě těsnější vztah s herci než návrhář kostýmů si vytváří vizážista. Ten zodpovídá za soulad herce se záměrem filmu tím, že připraví hercův obličej, krk, předloktí a ruce. Tato práce se musí opakovat minimálně jednou denně a po celé natáčení musí zůstat stejná.
Pokud je to pro filmu důležité, může v týmu působit i vizážista upravující tělo, který aplikuje líčení pro zvláštní efekty.
Od roku 1981 existuje při udělení cen americké Akademie zvláštní kategorie pro masky a účesy.

## Zvláštní efekty

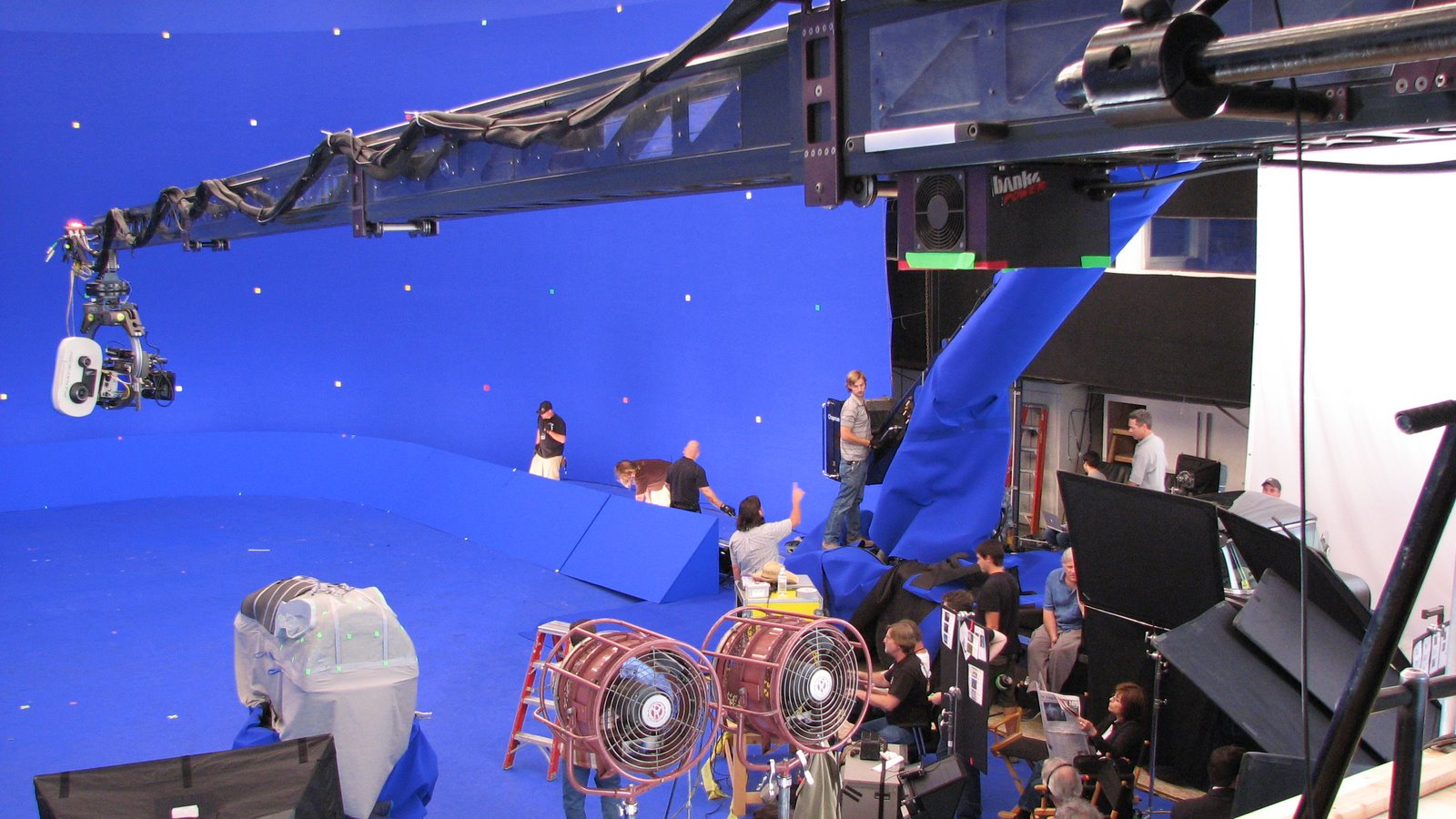
Natáčení filmu Kronika rodu Spiderwicků (2008) na modrém plátně, který se později upraví pomocí počítačové techniky

Schopnosti kaskadérů či maskérů doplňují zvláštní efekty. V pestré paletě filmových žánrů, k jakým patří drama, eposy a horory, jsou zvláštními efekty uměle vytvořeny některé obrazy, které si lze představit, ale jež se bez triků nedají nafilmovat. K příkladům patří potopení Titaniku v okázalém filmu Jamesa Camerona. V mnoha případech se zvláštních efektů využívá ke snížení nákladů. Vytvořená malba je méně nákladná než například filmování s živými herci na obrovitém národním památníku. Dodává rovněž iluzi filmování na určitém místě, jestliže je daný exteriér pro filmování nepřístupný či zakázaný. Existují dva druhy zvláštní efektů (jejichž názvy mají zkratky FX, SFX, SPFX či EFX). Jsou to vizuální či kamerové efekty, jichž se dosáhne manipulací filmového obrazu a fyzické efekty docílené využitím mechanických nástrojů na scéně. (Zatímco fyzický efekt může být prostý – například používání neviditelného lana k pohybu nebo zaklepání na rekvizitu –, jsou v současné době zvláštní efekty obvykle mnohem komplikovanější). V tomto článku se pojem "zvláštní efekty" vztahuje jak k efektům vizuálním, tak mechanickým.
K technikám vizuálních efektů patří počítačem generovaná grafika (CGI), digitální kompozice, digitální clonění obrazu, technologie zeleného plátna, miniatury, zastavený pohyb, rotoskopy a pohyblivé scény.
K mechanickým efektům patří animatronické loutky, exploze, makety, stroje na sníh a déšť, elektrické či pyrotechnické nástroje používané k napodobení krvavých zásahů kulkou a dráty, k nimž jsou uvázaní herci. Součástí složité sekvence FX může být řada vizuálních a mechanických efektů.

## Technický pokrok
Technologie zvláštních efektů se mění tak rychle, že mnoho dlouho používaných praktik, jako například malby na clony s pomocí štětce a plátna, a zadní projekce se nyní přestaly používat. Dokonce i animatronika využitá (s problémy) u Čelistí (1975) a zdokonalená ve filmech z 80. a 90. let 20. století se dnes už tak běžně nepoužívá. Některé zavedené techniky se ovšem používají nadále; jsou to například stroje na déšť a sníh, jež umožňují natáčet i v případě, že počasí nehodlá vyjít vstříc. Některé digitální efekty, jako například morfování (počítačem generovaný efekt, v němž je jeden obraz přeměněn v jiný) už se využívají tak dlouho, že se takřka považují za zastaralé.
K současným technologiím patří motion-capture, v nichž jsou hercovy pohyby převedeny na model počítačové grafiky. Tato technologie může být kombinována s digitální animací, aby se vytvořily realističtí virtuální tvorové, jako například gigantická gorila v King Kongovi (2005).
Zelená plátna jsou zelená látková pozadí umístěna za herce, jež umožňují zaintegrovat CGI do scény. Zelená plátna většinou nahradila dřívější modrá, protože zelená barva zajišťuje jemnější obrysy.